# إدوين سالزبوري
إدوين سالزبوري (بالإنجليزية: Edwin Lyle Salisbury)‏ هو مجدف أمريكي، ولد في 3 مايو 1910 في Walnut Grove, California ‏ في الولايات المتحدة، وتوفي في 22 نوفمبر 1986 في ساكرامنتو في الولايات المتحدة.

## وصلات خارجية
- إدوين سالزبوري على موقع الاتحاد الدولي للتجديف (الإنجليزية)
- إدوين سالزبوري على موقع اللجنة الأولمبية الدولية (الإنجليزية)
- إدوين سالزبوري على موقع أوليمبيديا (الإنجليزية)